# Asawira
Asāwira (in arabo ﺍﺳﺎﻭﺭة‎?) è il termine che, nel primo periodo omayyade, era dato alle truppe mercenarie anislamiche, composte da cavalieri persiani, per lo più di fede zoroastriane.

Il termine asāwira deriva infatti, con ogni evidenza, dal persiano asvar, che significa per l'appunto "cavalieri": ruolo in cui non eccellevano certo gli Arabi dell'epoca.
Le prime informazioni riguardano il periodo in cui Mu'awiya ibn Abi Sufyan era governatore ( wāli ) della Siria.
Do elementi persiani si parla già per il periodo delle prime conquiste. Comandati da un Persiano chiamato Siyāh al-Uswārī alcuni contingenti persiani, dopo essersi convertiti, parteciparono alle operazioni nella Mesopotamia meridionale (in special modo prendendo parte all'assedio di Tustar), ottenendo un soldo assai più consistente dei loro commilitoni arabi e della possibilità d'insediarsi poi a Baṣra, venendo fittiziamente assimilati e inclusi - secondo la logica che guidava la mentalità araba dell'epoca - tra i B. Tamīm. 
Nel ventennio che va dal 636 al 656, Muʿāwiya autorizzò l'arruolamento - dietro lauto compenso - di altri cavalieri persiani per poter contare sulla loro lealtà, indifferenti come essi erano alle diatribe religiose che già cominciavano a caratterizzare la Umma islamica. Ciò non impedì l'impiego nel 683-4 di 400-500 loro elementi, nel quadro del confronto ostile tra le tribù di Baṣra, quando a comandarli vi era Māh Afrīdhūn, il cui nome svela la sua origine persiana.
Altri Asāwira, originari del Sind, provenivano dalle file dei Sayābija, degli Zuṭṭ e degli Indighār, andarono anch'essi a insediarsi a Baṣra.
Gli asāwira furono ereditati dal figlio e successore di Muʿāwiya, Yazīd I, che li impiegò senza alcuno scrupolo contro i suoi correligionari insorti contro la sua nomina da parte del padre, nel corso degli antefatti che condussero infine alla battaglia della seconda harra. 
Di essi, man mano che gli Arabi s'impratichivano dell'arte equestre, si perdono le tracce nel prosieguo del califfato omayyade, mentre in età abbaside non si parlò più di essi a causa delle massicce conversioni del mondo persiano.